# Peter Bernreuther
Peter Bernreuther (República Federal Alemana, 26 de diciembre de 1946) es un atleta alemán retirado especializado en la prueba de 4x360 m, en la que consiguió ser subcampeón europeo en pista cubierta en 1972.

## Carrera deportiva
En el Campeonato Europeo de Atletismo en Pista Cubierta de 1972 ganó la medalla de plata en los relevos de 4x360 metros, llegando a meta en un tiempo de 3:11.9 segundos, tras Polonia (oro) y por delante de Francia (bronce).